# Dactyladenia buchneri
Dactyladenia buchneri là một loài thực vật có hoa trong họ Cám. Loài này được (Engl.) Prance & Sothers mô tả khoa học đầu tiên năm 2002.